# Kia Forte
Kia Forte ( còn được gọi là K3 tại Hàn Quốc, Forte K3 và SHUMA ở Trung Quốc,  Cerato ở Nam Mỹ, Australia và New Zealand) là một phiên bản xe ô tô con được sản xuất bởi Tổng công ty Kia của Hàn Quốc từ giữa năm 2008, thay thế cho Kia Cerato / Spectra. Dòng xe này có các biến thể coupe hai cửa, sedan bốn cửa và hatchback năm cửa. Nó không được bán ở châu Âu - thị trường cung cấp Kia Ceed có kích thước tương tự (ngoại trừ Nga và Ukraine, những nơi bán cả cả Ceed và Forte).
Tại một số thị trường như Costa Rica, Úc và Brazil, Forte được bán trên thị trường với tên gọi Kia Cerato, thay thế cho phiên bản tiền nhiệm cùng tên. Ở Colombia và Singapore, cái tên Cerato Forte được sử dụng cho thế hệ thứ hai, trong khi Naza Automotive Manufacturing của Malaysia đã lắp ráp dòng xe này từ năm 2009 và bán nó ở đó với tên Naza Forte 

## Doanh số bán hàng
| Năm  | Hoa Kỳ  | Canada | Mexico | Hàn Quốc | Trung Quốc | Trung Quốc | Toàn cầu |
| Năm  | Hoa Kỳ  | Canada | Mexico | Hàn Quốc | Forte      | K3         | Toàn cầu |
| ---- | ------- | ------ | ------ | -------- | ---------- | ---------- | -------- |
| 2009 | 26,327  |        |        | 51,374   | 48,298     |            |          |
| 2010 | 68,500  |        |        | 43,486   | 105,750    |            |          |
| 2011 | 76,294  |        |        | 34,389   | 128,278    |            |          |
| 2012 | 75,681  | 14,856 |        | 41,995   | 80,989     | 26,849     | 352,226  |
| 2013 | 66,146  | 11,400 |        | 52,084   | 38,004     | 135,666    |          |
| 2014 | 69,336  | 11,867 |        | 49,303   | 65,943     | 174,119    |          |
| 2015 | 78,919  | 11,378 | 2,377  | 42,912   | 24,704     | 156,033    | 357,796  |
| 2016 | 103,292 | 12,296 | 12,900 | 36,854   | 7,615      | 193,408    | 400,010  |
| 2017 | 117,596 | 16,388 | 17,724 | 28,165   | 11,077     | 139,107    |          |
| 2018 | 101,890 | 14,399 | 17,848 | 44,514   | 7,046      | 77,920     |          |
| 2019 | 95,609  | 15,549 | 17,712 | 44,387   | 10,162     | 38,827     |          |
| 2020 | 84,997  | 14,373 | 11,825 | 23,437   | 20,094     | 28,753     | 237,688  |